# Лахматов, Яков Константинович
Яков Константинович Лахматов (15 июля 1853 — ?) — офицер русского императорского флота, капитан 1-го ранга, участник Цусимского сражения.

## Биография
- 1871 — Вступил в службу.
- 31 марта 1874 — Гардемарин.
- 30 августа 1878 — Мичман.
- 1 января 1880 — Лейтенант.
- 1877 — Минный офицер 2-го разряда.
- 22 февраля 1888 — капитан 2-го ранга. Уволен в отставку с правом ношения мундира.
- 1904 — В связи с началом русско-японской войны призван из отставки и определён в службу капитаном 2-го ранга с зачислением в 1-й Балтийский флотский экипаж. Командовал госпитальным судном «Орёл» в составе 2-й Тихоокеанской эскадры.
- 10 февраля 1916 — Зачислен в береговой состав.
- 10 апреля 1916 — Капитан 1-го ранга (за отличие).
- 1 февраля 1919 — командир Приморско-Ахтарского порта.
- 1920 — командир транспорта «Спиноза»

## Семья
- Жена: Антонина Александровна Лахматова.

## Награды
- Светло-бронзовая медаль в память войны с Турцией 1877—1878 годов (1878).
- Светло-бронзовая медаль в память 200-летия Гангутской победы (1915).